# 追掛長助
追掛 長助（おいがけ ちょうすけ）は大阪出身で、陸奥国弘前城下の路地のひとつを拓いた始祖。代々路地の頭となる人により継承されてきた世襲名でもある。
もとは「源定長」という名前で、関ヶ原の戦いに敗れ、落ち武者となって津軽に逃れ、寛永元年（1624年）に39歳の時に弘前を訪れる。弘前藩二代目藩主津軽信枚の前で「追懸節」を謡い、信枚が感銘をうけたことから「追掛長助」の名前を与えられる。
現在は「追掛稲荷」に「長吏乞食頭　追掛長助」として祀られている。「乞食頭」といえども、江戸時代は藩内の諜報活動、飢饉時の情報収集など、重要な役目を担っていた。